# Tony Awards 1973
Die Verleihung der 27. Tony Awards 1973 (27th Annual Tony Awards) fand am 25. März 1973 im Imperial Theatre in New York City statt. Moderatoren der Veranstaltung waren Rex Harrison und Celeste Holm, Co-Moderatoren Sandy Duncan und Jerry Orbach. Ausgezeichnet wurden Theaterstücke und Musicals der Saison 1972/73, die am Broadway ihre Erstaufführung hatten. Die Preisverleihung wurde von der American Broadcasting Company im Fernsehen übertragen.

## Hintergrund
Die Antoinette Perry Awards for Excellence in Theatre, oder besser bekannt als Tony Awards, werden seit 1947 jährlich in zahlreichen Kategorien für herausragende Leistungen bei Broadway-Produktionen und -Aufführungen der letzten Theatersaison vergeben. Zusätzlich werden verschiedene Sonderpreise, z. B. der Regional Theatre Tony Award, verliehen. Benannt ist die Auszeichnung nach Antoinette Perry. Sie war 1940 Mitbegründerin des wiederbelebten und überarbeiteten American Theatre Wing (ATW). Die Preise wurden nach ihrem Tod im Jahr 1946 vom ATW zu ihrem Gedenken gestiftet und werden bei einer jährlichen Zeremonie in New York City überreicht.

## Gewinner und Nominierte

### Theaterstücke
| Kategorie                            | Preisträger  | Theaterstück                                   | Nominierungen |
| Bestes Theaterstück                  | Jason Miller | That Championship Season                       | - Butley – Simon Gray - The Changing Room – David Storey - The Sunshine Boys – Neil Simon                                                                                                |
| Bester Hauptdarsteller Theaterstück  | Alan Bates   | Butley als Ben Butley                          | - Jack Albertson in The Sunshine Boys als Willie Clark - Wilfrid Hyde-White in The Jockey Club Stakes als Marquis of Candover - Paul Sorvino in That Championship Season als Phil Romano |
| Beste Hauptdarstellerin Theaterstück | Julie Harris | The Last of Mrs. Lincoln als Mary Todd Lincoln | - Jane Alexander in 6 Rms Riv Vu als Annie Miller - Colleen Dewhurst in Mourning Becomes Electra als Christine Mannon - Kathleen Widdoes in Much Ado About Nothing als Beatrice          |
| Bester Nebendarsteller Theaterstück  | John Lithgow | The Changing Room als Kenny Kendal             | - Barnard Hughes in Much Ado About Nothing als Dogberry - John McMartin in Don Juan als Sganarelle - Hayward Morse in Butley als Joseph Keyston                                          |
| Beste Nebendarstellerin Theaterstück | Leora Dana   | The Last of Mrs. Lincoln als Elizabeth Edwards | - Maya Angelou in Look Away als Elizabeth Keckley - Katherine Helmond in The Great God Brown als Margaret - Penelope Windust in Elizabeth I als Elizabeth the Player Queen               |
| Beste Theaterregie                   | A.J. Antoon  | That Championship Season                       | - A.J. Antoon – Much Ado About Nothing - Alan Arkin – The Sunshine Boys - Michael Rudman – The Changing Room                                                                             |

### Musicals
| Kategorie                       | Preisträger                                               | Musical                                    | Nominierungen |
| Bestes Musical                  | Stephen Sondheim (Musik und Text) und Hugh Wheeler (Buch) | A Little Night Music                       | - Don’t Bother Me, I Can’t Cope - Pippin - Sugar |
| Bester Hauptdarsteller Musical  | Ben Vereen                                                | Pippin als The Leading Player              | - Len Cariou in A Little Night Music als Frederick Egerman - Robert Morse in Sugar als Jerry - Brock Peters in Lost in the Stars als Stephen Kumalo                            |
| Beste Hauptdarstellerin Musical | Glynis Johns                                              | A Little Night Music als Desiree Armfeldt  | - Leland Palmer in Pippin als Fastrada - Debbie Reynolds in Irene als Irene O’Dare - Marcia Rodd in Shelter als Maud                                                           |
| Bester Nebendarsteller Musical  | George S. Irving                                          | Irene als Madame Lucy                      | - Laurence Guittard in A Little Night Music als Count Carl-Magnus Malcolm - Avon Long in Don’t Play Us Cheap als David - Gilbert Price in Lost in the Stars als Absalom Kumalo |
| Beste Nebendarstellerin Musical | Patricia Elliott                                          | A Little Night Music als Charlotte Malcolm | - Hermione Gingold in A Little Night Music als Madame Armfeldt - Patsy Kelly in Irene als Mrs. O’Dare - Irene Ryan in Pippin als Berthe                                        |
| Bestes Musicallibretto          | Hugh Wheeler                                              | A Little Night Music                       | - Micki Grant – Don’t Bother Me, I Can’t Cope - Melvin Van Peebles – Don’t Play Us Cheap - Roger O. Hirson – Pippin                                                            |
| Beste Originalmusik             | Stephen Sondheim (Musik und Liedtexte)                    | A Little Night Music                       | - Don’t Bother Me, I Can’t Cope – Micki Grant (Musik und Liedtexte) - Much Ado About Nothing – Peter Link (Musik) - Pippin – Stephen Schwartz (Musik und Liedtexte)            |
| Beste Musicalregie              | Bob Fosse                                                 | Pippin                                     | - Vinnette Carroll – Don’t Bother Me, I Can’t Cope - Gower Champion – Sugar - Harold Prince – A Little Night Music                                                             |

### Theaterstücke oder Musicals
| Kategorie           | Preisträger    | Theaterstück bzw. Musical | Nominierungen |
| Bestes Bühnenbild   | Tony Walton    | Pippin                    | - Boris Aronson – A Little Night Music - David Jenkins – The Changing Room - Santo Loquasto – That Championship Season       |
| Beste Choreographie | Bob Fosse      | Pippin                    | - Gower Champion – Sugar - Peter Gennaro – Irene - Donald Saddler – Much Ado About Nothing                                   |
| Beste Kostüme       | Florence Klotz | A Little Night Music      | - Theoni V. Aldredge – Much Ado About Nothing - Miles White – Tricks - Patricia Zipprodt – Pippin                            |
| Bestes Lichtdesign  | Jules Fisher   | Pippin                    | - Martin Aronstein – Much Ado About Nothing - Ian Calderon – That Championship Season - Tharon Musser – A Little Night Music |

### Sonderpreise (ohne Wettbewerb)
| Kategorie          | Preisträger                                    | Grund der Preisverleihung                                      |
| Special Tony Award | John Lindsay (Bürgermeister von New York City) | Für seinen Theaterbau                                          |
| Special Tony Award | Actors’ Fund of America                        | Für 90 Jahre Hilfe für bedürftige und ältere Theaterschaffende |
| Special Tony Award | Shubert Organization                           | Für ihre 75-jährige Tätigkeit                                  |

## Statistik

### Mehrfache Nominierungen
- 12 Nominierungen: A Little Night Music
- 11 Nominierungen: Pippin
- 7 Nominierungen: Much Ado About Nothing
- 5 Nominierungen: That Championship Season
- 4 Nominierungen: The Changing Room, Don’t Bother Me, I Can’t Cope, Irene und Sugar
- 3 Nominierungen: Butley und The Sunshine Boys
- 2 Nominierungen: Don’t Play Us Cheap, The Last of Mrs. Lincoln und Lost in the Stars

### Mehrfache Gewinne
- 6 Gewinne: A Little Night Music
- 5 Gewinne: Pippin
- 2 Gewinne: The Last of Mrs. Lincoln und That Championship Season